# Ортонектиды
Ортонекти́ды (лат. Orthonectida) — тип многоклеточных животных, который ранее вместе с типом дициемид объединяли в тип мезозои. Все ортонектиды — эндопаразиты беспозвоночных животных. Ортонектиды характеризуются довольно сложным жизненным циклом, включающим стадии плазмодия, половых особей и личинок, и крайне простой организацией половых особей, в которой, впрочем, сохраняются основные черты организации двусторонне-симметричных первичноротых животных. Тип включает 2 семейства, содержащих 6 родов и свыше 30 видов.

## История изучения

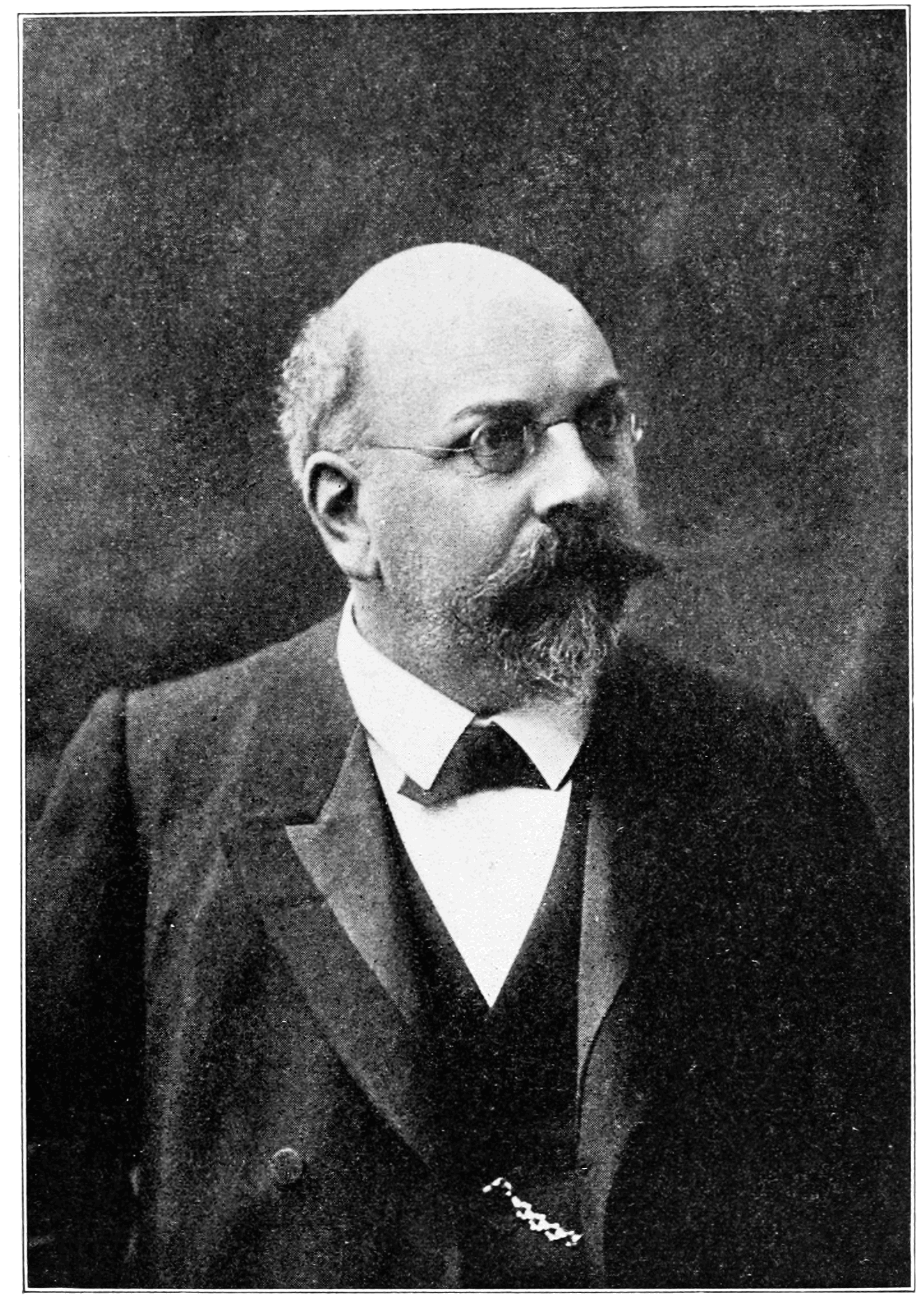
А. Жиар, автор названия таксона

Первая находка ортонектид была сделана В. Кеферштайном в 1868 году в ветвистокишечной турбеллярии Leptoplana tremellaris. Позднее ортонектиды были обнаружены в немертине (1874) и офиуре (1877), причём последняя находка была совершена французским зоологом А. Жиаром, который начал подробно изучать найденные им образцы и образцы из немертин. Он придал новой группе организмов ранг класса и назвал Orthonectida из-за плавания без вращения вокруг своей оси. Впрочем, в дальнейшем было показано, что ортонектиды всё-таки вращаются при плавании против часовой стрелки. Далее ортонектиды были найдены в многощетинковых червях, двустворчатых и брюхоногих моллюсках и других беспозвоночных.

## Строение и биология

Строение различных стадий жизненного цикла ортонектид: 1) плазмодий; 2, 3) развитие половозрелых особей из клеток плазмодия; 4) спаривающиеся взрослые особи; 5) личинка

Все ортонектиды — эндопаразиты беспозвоночных: турбеллярий, немертин, многощетинковых червей, брюхоногих и двустворчатых моллюсков, офиур и оболочников. Длина тела взрослых особей не превышает 1 мм. Например, самки Intoshia variabili достигают всего 75 мкм в длину, 20 мкм в диаметре и состоят всего из 240—260 клеток. Эпидермальные многоресничные клетки формируют поперечные ресничные кольца, причём кольца ресничных и нересничных клеток чередуются. Корешки соседних ресничек объединяются в общую внутриклеточную сеть. Тело покрыто тонкой (0,35 мкм) многослойной кутикулой, через которую проходят реснички. Под кутикулой и эпидермисом располагается внеклеточный матрикс и миоциты с очень толстыми продольными филаментами, образованными белком парамиозином. Миоциты ортонектид образуют кольцевые и продольные филаменты, в расположении которых отчётливо проявляется двусторонняя симметрия. У самок Intoshia variabili три ресничные клетки образуют чувствительный орган, который располагается около переднего конца тела между эпидермисом и самым передним ооцитом. Их отростки спереди образуют бокаловидную структуру, на внутренней поверхности которой сидят реснички, собранные в компактный пучок. Предполагается, что этот рецептор несёт светочувствительную функцию. Наличие у ортонектид мышечной системы и рецептора наводит на мысль, что у них должна иметься нервная система. В самом деле, на переднем конце половых особей есть группа мелких клеток, не похожих ни на эпителиальные, ни на мышечные, ни на половые. Они имеют короткие отростки, формирующие между собой типичные синапсы. Таким образом, эти клетки образуют просто устроенный нервный узел.
Ортонектиды раздельнополы (исключение — виды рода Stoecharthrum), при внутреннем оплодотворении происходит копуляция. Самки крупнее самцов, их тело заполнено массой яиц, не заключённых в эпителий яичника. Тело самца разделяется на три «отдела». В первом отделе эпидермис содержит светопреломляющие гранулы неизвестного состава, в среднем отделе залегает семенник, заключённый в чехол мышечных клеток, а третий отдел несёт мужскую половую пору. В третьем отделе находится опорная ось, похожая на нотохорд и состоящая из четырёх упругих мышечных клеток, содержащих очень толстые парамиозиновые волокна. Упругость тела обусловлена опорными и мышечными клетками, тело способно к небольшим изгибам.

## Размножение и жизненный цикл
Жизненный цикл ортонектид рассмотрим на примере Rhopalura ophiocomae, которая паразитирует в половых сумках живородящей офиуры Amphipholis squamata. Считается, что она потребляет питательные вещества, предназначенные для размножения хозяина и, таким образом, подавляет нормальное функционирование его гонад. Взрослые паразиты выходят из половых сумок хозяина и попадают в воду, в которой передвигаются при помощи ресничек по спиральным траекториям и копулируют. Мелкие сперматозоиды проникают в тело самки через половую пору, хотя у некоторых видов самец целиком проникает в тело самки. При оплодотворении яйцеклетка отделяет два полярных тельца. Начальные этапы развития оплодотворённых яиц происходят в теле живородящей самки. Образуются просто устроенные ресничные личинки, состоящие всего лишь из нескольких клеток, покрытых эпидермальной оболочкой. Судя по всему, они покидают тело самки через разрыв её эпидермиса и каким-то образом находят хозяина, в котором прикрепляются к половым сумкам и превращаются во взрослых особей. Ткань гонад хозяина вокруг личинок претерпевает отчётливую дезорганизацию. Формируется так называемый плазмодий, состоящий из гипертрофированных клеток и способный к фрагментации. Сама личинка при этом теряет эпидермис, а каждая внутренняя клетка входит в состав плазмодия. Плазмодий может размножаться почкованием. Участки плазмодия проходят через мускулатуру хозяина, достигают поверхности тела и, наконец, пронизывают ресничный эпителий таким образом, что небольшой участок поверхности плазмодия контактирует с внешней средой. Внутри плазмодия существуют отдельные ядра паразита (агамонты), которые, делясь, формируют клеточные половые стадии. Через место контакта плазмодия с внешней средой половые стадии выходят наружу.

## Классификация и филогения
В 1882 году Э. ван Бенеден предложил объединить ортонектид с дициемидами в таксон Mesozoa и рассматривать их как промежуточные формы между простейшими и многоклеточными. Эта точка зрения долгое время господствовала в науке. Простота организации ортонектид в сочетании с их паразитическим образом жизни наводят на мысль, что они произошли от более высокоорганизованных многоклеточных. В настоящее время это представление подкрепляется новыми структурными данными, позволяющими однозначно отнести ортонектид к двусторонне-симметричным и первичноротым, а также данными анализа 18S рРНК, который подтвердил их принадлежность к трёхслойным животным, а также отсутствие родства между ортонектидами и дициемидами. Вероятно, это рано обособившаяся ветвь Lophotrochozoa.
В настоящее время в типе ортонектид выделяют два семейства, содержащих 6 родов и около 30 видов:
- Pelmatosphaeridae Stunkard, 1937
  - Pelmatosphaera Caullery & Mesnil, 1904
- Rhopaluridae Stunkard, 1937
  - Ciliocincta Kozloff, 1965
  - Intoshia Giard, 1877
  - Prothelminthus Jourdain, 1880
  - Rhopalura Giard, 1877
  - Stoecharthrum Caullery & Mesnil, 1899